# Майнич
Ма́йнич — село в Україні, у Самбірському районі Львівської області.
Відстань до райцентру становить 30 км, що проходить автошляхом місцевого значення. Відстань до найближчої залізничної станції Калинів складає 23 км.
Майнич разом з селами Лука, Залужани, Мала Хвороща з 2020 р. належать до Новокалинівської міської ради. Населення становить 250 осіб.

## Історичні пам'ятки
Інвентар 1839 року подає опис місцевої дерев'яної церкви, збудованої, ймовірно, у XVIII столітті. На її місці у 1882 році зведено нині діючу дерев'яну святиню, яка була зачинена у 1962-1989 роках радянською владою. Мешканці опікувалися церквою, підвели фундаменти замість каменів, на яких спочивали підвалини, оскільки, у цьому місці високий рівень ґрунтової води.
Церква стоїть у центральній частині села, поблизу дороги, на пологому схилі маленької ділянки. Будівля маленька за розмірами, збоку виглядає на розбудовану каплицю. За конструкцією - тризрубна, одноверха.
Нещодавно зроблено ремонт[коли?] — церкву покрили металізованою бляхою, а маленькі вікна у наві та бабинці замінили на пластикові, причому без розрізів ("голе" вікно, на скло якого причепили хрести).
На північ від церкви розташована дерев'яна двоярусна дзвіниця, накрита пірамідальним дахом. Вигляд дзвіниці сильно контрастує з оновленим храмом. За незалежності України біля входу на церковне подвір'я парафіяни влаштували на кам'яному постаменті фігуру Пресвятої Богородиці, накриту півкруглим дашком на високих стояках.